# WWE NXT
WWE NXT (poznat i kao NXT) televizijski program profesionalnog hrvanja koji producira WWE te se emitira svake srijede u 8 sati navečer po Istočnoameričkom vremenu. 
WWE NXT je debitirala 2010. i prvotno je bila zamišljena kao sezonsko emisijsko natjecanje koja je bila nešto između WWE-ovog unaprije određenog događaja uživo i zbiljokaza televizijske emisije koji su talenti iz WWE-ovog razvojnog područja Florida Championship Wrestling (FCW) sudjelovali u natjecanju kako bi postali WWE-ovi sljedeće "zvijezde u razvoju". Imali su i mentore iz WWE-ov napetost marki Rawa i Smackdowna. U pet sezona ovog formata natjecanja kao sljedeća "zvijezda u razvoju", kao pobjednici su izašli Wade Barrett, Kaval, Kaitlyn, and Johnny Curtis
U lipnju 2012. WWE je završio natjecateljski format ovakve vrste i započeo kao jednim od vodećim televizijskim programom marke NXT, i od tad je obično dobivala pozitivne kritike i ocjene te visoku televizijsku gledanost uz pohvale usmjerene prema visokoj kvaliteti profesionalnog hrvanja. i zadivnjujući scenarij, s tim da većina smatra "NXT" superiornijim od WWE-ovih vodećih marki.
Početna verzija TV emisije je originalno debitirala 23. veljače 2010. na SyFy-ju zamijenivši ECW, ali je u listopadu zamijenjena sa  SmackDownom. Od 13. lipnja 2012. za posjetitelje iz Sjedinjenih Država emitirao se kao internetskog medijskog videosadržaja na WWE.com. Kasnije se, u 2014., pocela emitirati za cijeli svijet na WWE Networku.
WWE je u kolovozu 2019. objavio kao će se NXT proširiti s jednosatnog programa na dvosatni program prijenos uživo od 18. rujna 2019. na USA Networku.